# Czechowce
Czechowce (biał. Чахаўцы, Czachaucy; ros. Чеховцы, Czechowcy) – wieś na Białorusi, w obwodzie grodzieńskim, w rejonie lidzkim, w sielsowiecie Krupa. Z trzech stron, z wyjątkiem północy, graniczy z Lidą.

## Historia
W XIX i w początkach XX w. wieś, majątek ziemski i okolica szlachecka położone w Rosji, w guberni wileńskiej, w powiecie lidzkim, w gminie Lida. Majątek należał do Bańkowskich. W okolicy znajdowała się kaplica katolicka parafii lidzkiej.
W dwudziestoleciu międzywojennym wieś, folwark i okolica szlachecka leżące w Polsce, w województwie nowogródzkim, w powiecie lidzkim, w gminie Lida. Demografia w 1921 przedstawiała się następująco:
- wieś Czechowce – 91 mieszkańców, zamieszkałych w 16 budynkach
- folwark Czechowce – 47 mieszkańców, zamieszkałych w 7 budynkach
- okolica Czechowce – 59 mieszkańców, zamieszkałych w 12 budynkach

Mieszkańcami wszystkich trzech miejscowości byli wyłącznie Polacy. W większości byli oni wyznania rzymskokatolickiego, z wyjątkiem 6 prawosławnych i 1 ewangelika mieszkających w folwarku.
Po II wojnie światowej w granicach Związku Sowieckiego. Od 1991 w niepodległej Białorusi.